# فينوس
فينوس (إلهة الجمال) هي إلهة رومانية، تمثل الحب والجمال والرغبة والجنس والخصوبة والرخاء والنصر. في الأساطير الرومانية، كانت جد الشعب الروماني من خلال ابنها إينياس، الذي نجا من سقوط طروادة وهرب إلى إيطاليا. ادعى يوليوس قيصر أنها سلفه. لعبت فينوس دورًا مركزيًا في العديد من المهرجانات الدينية، وكانت تحظى بالتبجيل في الديانة الرومانية تحت تسميات عبادة عديدة.
قام الرومان بتكييف الأساطير والأيقونات الخاصة بنظيرتها اليونانية أفروديت مع الفن الروماني والأدب اللاتيني. في التقاليد الغربية الكلاسيكية اللاحقة، أصبحت فينوس واحدة من أكثر الآلهة المشار إليها على نطاق واسع في الأساطير اليونانية الرومانية باعتبارها تجسيدًا للحب والجنس. عادة ما يتم تصويرها عارية في اللوحات.

## أصول فينوس
وصفت فينوس بأنها «أكثر الآلهة الرومانية أصالة»، وبأنها آلهة أصلية «معُرَّفة بشكل سيء وغير متجانس»، ممتزجة «بأفروديت غريبة ومتفرّدة». قد تمثل ديانة فينوس الفتنة المشرّعة دينيًا وإغواء البشر للآلهة، على عكس العلاقات الرسمية التعاقدية بين معظم آلهة روما الرسمية والدولة، والتلاعب غير الرسمي وغير المشروع الذي تمارسه القوى الإلهية عن طريق السحر. فُهم تناقض وظائف فينوس الإقناعية من علاقة الجذر اللغوي فينوس مع اشتقاقه اللاتيني فينينم (الذي يعني «السم»؛ أو من فينيس-نو «جرعة الحب»، أو «مسبب للإدمان»)، بمعنى «جرعة فاتنة وسحرية».
يبدو أن فينوس لم يكن لديها أسطورة تتحدث عن أصولها إلى أن ارتبط اسمها باسم أفروديت اليونانية. خُلقت فينوس-أفروديت، امرأة بالغة، من زبد البحر، بعد انصهار أعضاء كايلوس-أورانوس التناسلية المقطوعة مع البحر. يقدم اللاهوت الروماني فينوس بأنها أصل أنثوي مائي سهل الانقياد، ضروري لاستمرار الحياة وتوازنها. نظراؤها الذكوريون في مجمع الآلهة الرومانية هما فولكانوس ومارس ويتصفان بالنشاط وشدة الحرارة. تمتص فينوس جوهر الذكر وتلطِّفه، وتوحد النقيضين، الأنثى والذكر، بإطار من المحبة المتبادلة. فينوس في الأساس لطيفة ومستوعبة، ولديها العديد من القدرات المتباينة تمامًا، فهي قادرة على منح النصر العسكري، والانسجام الجنسي، والحظ السعيد، والازدهار. فتارة هي آلهة البغايا؛ وتارة أخرى تحول قلوب الرجال والنساء عن الرذيلة الجنسية باتجاه الفضيلة. يسبغ لاهوت فارو على فينوس طبيعة الماء كجانب من أصلها الأنثوي. تتطلب طبيعة الرحم المائية الحاضنة الدفء الذكوري للنار من أجل توليد الحياة، أما استدامة الحياة فتتطلب تحقيق التوازن بين الماء والنار، فالإفراط بأحدهما على حساب الآخر، أو عداؤهما المتبادل له نتائج عقيمة ومدمرة.
تقدم العرائس المستقبليات هدايا لفينوس «قبل الزواج»؛ طبيعة الهدية وتوقيتها مجهولين. أما مراسم الزفاف نفسه، وحالة الزواج الشرعي فمن اختصاص جونو - المسموح لها حسب الأساطير بزواج واحد فقط، ولم يسمح لها بالطلاق من زوجها الضليل جوبيتر- ولكن من المحتمل أيضًا أن هذا الحفل يضم كلًّا من فينوس وجونو؛ تهيئ فينوس العروس «للنعيم الزوجي» وتوقعات الخصوبة ضمن هذا الزواج الشرعي. تقول بعض المصادر الرومانية إن الفتيات اللواتي يبلغن سن الزواج يقدمن ألعابهن هدية لفينوس، ولكن مكان تقديم القرابين غير واضح، وبعض المصادر الأخرى تقول إن هذه الهدية كانت للإلهة لاريس إلهة المسكن. وفي ألعاب النرد المصنوع من العظام، التي كانت هواية شائعة بين الرومان من جميع الطبقات، فإن الرمية الأكثر حظًا، والأكثر احتمالية تدعى فينوس.

## ألقاب فينوس
مثل جميع الآلهة الرومانية الكبرى الأخرى، مُنحت فينوس العديد من الألقاب التي تشير إلى جوانب مختلفة من ديانتها، وإلى الأدوار التي تلعبها، بالإضافة إلى أوجه التشابه الوظيفي بينها وبين الآلهة الأخرى. يبدو أن قواها الأصلية قد ضُخمت بشكل كبير بسبب ولع الرومان بالأصول الشعبية، وبسبب انتشار الفكرة الدينية القائلة بأن الاسم يعبر عن حامله، والتي أجازت أي ألقاب عُرّفت بهذه الطريقة.
فينوس أسيداليا المذكورة في إنيادة فرجيل (1.715-22، الأم أسيداليا). يخمّن سيرفيوس بأن هذا اللقب «النادر»، و«الشديد الغموض» يعود إلى «نافورة أسيداليا» المزعومة، إذ قيل إن إلهات الحسن (بنات فينوس) اعتدن الاستحمام فيها؛ ولكنه يربطها أيضًا بالكلمة اليونانية التي تعني «سهم صغير»، أو «إبرة»، أو «سهم»، وتأتي منها «سهام الحب»، و«هموم وإخفاقات» الحب المريرة. يستخدم أوفيد كلمة أسيداليا في المعنى الأخير. ومن المحتمل أن كلمة فينوس أسيداليا ما هي إلا نوع من الزهو الأدبي، نحته فرجيل من استخدامات سابقة لم يكن فيها أي علاقة واضحة بفينوس. ومن شبه المؤكد أن لقب فينوس أسيداليا لم يكن لقبًا دينيًا.
فينوس أناديومين (فينوس تبزغ من البحر)، استنادًا إلى لوحة اشتُهرت ذات يوم، رسمها الفنان اليوناني أبيليس تُظهِر ولادة أفروديت من زبد البحر، على شكل امرأة بالغة تقف على صدفة محارة. وقد استخدم رسام عصر النهضة الإيطالي ساندرو بوتيتشيلي نفس النوع في لوحته ولادة فينوس. ثمة لوحات أخرى تظهر فيها فينوس واقفة على اليابسة أو على شاطئ البحر وهي تعصر مياه البحر من شعرها.
فينوس بارباتا (فينوس الملتحية)، المذكورة في تفسير سيرفيوس لإنيادة فرجيل. يصف ماكروبيوس في كتابه ساتورناليا تمثالًا لفينوس موجود في قبرص، لديه أعضاء تناسلية ذكرية ولكن في زي وشكل أنثوي (انظر أيضًا أفروديتوس). ارتدى متعبدو فينوس باربارتا ملابسًا مغايرة لجنسهم، إذ لبس الرجال ملابس نسائية، ولبست النساء ملابس مخصصة للرجال. يذكر ماكروبيوس أن أريستوفانيس سمى هذا التمثال أفروديتوس. كتب الشاعر لايفيوس عن طقوس عبادة «فينوس الراعية» سواء أكانت ذكرًا أم أنثى. تظهر فينوس في عدة منحوتات رومانية وإغريقية وهي في وضعية أناسيرمين المشتقة من الفعل اليوناني أناسيروماي ويعني «رفع ملابس المرء»، وذلك للكشف عن أعضاءها التناسلية الذكرية. ترمز هذه الحركة التعبيرية تقليديًا إلى قوى تبعد الشر أو الحظ السيء أو تشير إلى وجود قدرات سحرية.
فينوس كاليستس (فينوس السماوية أو القادمة من النعيم) استُخدم هذا اللقب في القرن الثاني الميلادي كمفهوم للآلهة العليا الشاملة. فينوس كاليستس هي أول إلهة رومانية معروفة قُدمت لها أضحية التوروبوليوم (نوع من أضاحي الثور) وذلك في معبدها في بوزولي في 5 أكتوبر 134. يرتبط هذا الشكل من الإلهة، والتوروبوليوم، «بالإلهة السورية»، أي أنها النسخة الأحدث من أستارات، أو ماغنا ماتر الرومانية التي يفترض أنها «أم الرومان» الطروادية، وكذلك «أم الآلهة».
فينوس كالفا (فينوس الصلعاء) وهي شكل أسطوري لفينوس، وثَّق وجودها الكتابات الرومانية ما بعد الكلاسيكية فقط، والتي تقدم عدة روايات لشرح هذا الشكل واللقب. في إحدى الروايات، ظهرت فينوس كالفا إحياءً لذكرى العطية الفاضلة التي قدمتها النسوة الرومانيات، إذ قمن بالتضحية بشعورهن ليصنع منها أوتار لأقواس الجنود أثناء حصار روما. وتقول رواية أخرى أن زوجة الملك الروماني أنكوس ماركيوس ونساء رومانيات أخريات فقدن شعرهن بسبب وباء ضرب روما، فضحت به النسوة اللاتي لم يفقدن شعرهن بعد، آملين نموه من جديد.
فينوس كلوسينا (فينوس المنقية)؛ اندماج فينوس مع إلهة المياه الأتروسكانية كلوسينا، التي كان لها ضريح قديم فوق منبع مياه كلوكا ماكسيما، الذي كان نهرًا في الأصل، وغُطي لاحقًا ليكون مجاري روما الرئيسية. لربما كان الهدف من الطقوس المقامة عند الضريح تنقية مياه القناة الملوثة، وتنظيف الهواء من الأبخرة المسببة للأمراض. وفي بعض الروايات، أدخل تيتوس تاتيوس فكرة الزواج الشرعي إلى روما، وروّجت فينوس كلوسينا للعلاقة الجنسية النقية بين الزوجين، وأقدمت على حمايتها وتطهيرها.
فينوس إريكينا (فينوس الإريكينية)، تمثال بونيقي لأستارات أُخذ عنوة من جبل إريكس في صقلية، وعبده نخبة المجتمع الروماني ونساؤه المحترمات في معبد يقع على هضبة الكابيتولين. بُني لاحقًا معبد ثان خارج بورتا كولينا وحدود روما المقدسة، وقد حافظ هذا المعبد على بعض الصفات الإريكينية لديانتها. واعتبر مناسبًا «لفتيات العامة» وللبغايا.
فينوس إيوبوليا (فينوس «الرحلة المنسابة») والمعروفة أيضًا باسم فينوس بونتيا (فينوس البحرية)، لأنها تهدئ الأمواج للبحارة. يستند هذا اللقب غالبًا إلى صورة مؤثرة لأفروديت من صنع براكسيتيليس، كانت موجودة في معبد قرب البحر لكنها فُقدت الآن. تبدو فينوس في معظم نسخ هذه الصورة مدعومة بالدلافين، وترتدي إكليلًا ووشاحًا مطرزًا، في إشارة إلى ولادتها من زبد البحر، مما يجعلها ملكة البحر، وراعية البحارة والملاحة. زينت النسخ الرومانية لفينوس إيوبوليا الحمامات وصالات الرياضة الرومانية.